# Copa Paulista
La Copa Paulista es una competición de fútbol brasileño de carácter estadual organizada por la Federación Paulista de Fútbol (FPF).
Es considerada el segundo torneo en importancia a nivel estatal en São Paulo.

## Historia
La competencia tiene sus raíces en la década de 1960 cuando la FPF promovió por primera vez un torneo con la intención de mover equipos de São Paulo durante las pausas en el calendario del fútbol brasileño. Como resultado, nació la Copa del Estado de São Paulo de 1962, disputada por 69 equipos y ganada por el Corinthians
En 1979, la FPF creó la Copa São Paulo de Fútbol Profesional, torneo que se jugó durante tres años consecutivos y que reunió a equipos que no competían en el calendario nacional. La primera edición contó con 22 clubes, la segunda contó con 62 participantes y la tercera contó con 56 equipos. Cuatro años después, la FPF promovió una competencia en este formato con 54 equipos para celebrar los 50 años de existencia.
La Copa Paulista como se la conoce hoy tuvo su primera edición en 1999 bajo el nombre de Copa Estado de São Paulo. Con el mismo formato de las competencias anteriores, rescató la propuesta de ser un torneo a ser jugado por clubes de las Series A1, A2 y A3 del fútbol paulista que no participan en ninguna de las divisiones del Campeonato Brasileño o que expresan interés en poner en acción a sus equipos alternativos, el llamado "equipo B". Su primer campeón fue el Paulista de Jundiaí.
A partir de 2001 comenzó a jugarse de manera ininterrumpida, generalmente en la segunda mitad del calendario nacional. A lo largo de los años, ha tenido diferentes nombres, pero siempre manteniendo el formato establecido por la Copa São Paulo de Fútbol Profesional.
A partir de 2005, el campeón de la Copa Paulista fue nominado para uno de los cupos disponibles de la Federación Paulista de Fútbol para la Copa de Brasil del año siguiente y, entre las ediciones de 2007 y 2010, también compitió en la Recopa Sur-Brasilera en el mismo año. A partir de la edición de 2016, el campeón de la competencia puede elegir entre jugar la Copa de Brasil o el Campeonato Brasileño de Serie D en la siguiente temporada. El subcampeón queda con el cupo restante.

## Campeones
| Año                                  | Campeón             | Subcampeón              |
| ------------------------------------ | ------------------- | ----------------------- |
| Taça Estado de São Paulo             |                     |                         |
| 1962                                 | Corinthians         | Santos                  |
| Copa São Paulo de Fútbol Profesional |                     |                         |
| 1979                                 | Inter de Bebedouro  | Rio Branco              |
| 1980                                 | Parque da Mooca     | Sertãozinho             |
| 1981                                 | Oeste               | Batatais                |
| Copa 50 Años de la FPF               |                     |                         |
| 1985                                 | São Bento           | Sertãozinho             |
| Copa Estado de São Paulo             |                     |                         |
| 1999                                 | Paulista            | Ituano                  |
| Copa Coca Cola                       |                     |                         |
| 2001                                 | Bandeirante         | União Barbarense        |
| Copa Estado de São Paulo             |                     |                         |
| 2002                                 | São Bento Ituano    | Jaboticabal Santo André |
| 2003                                 | Santo André         | Ituano                  |
| Copa Federação Paulista              |                     |                         |
| 2004                                 | Santos              | Guarani                 |
| 2005                                 | Noroeste            | Rio Claro               |
| 2006                                 | Ferroviária         | Bragantino              |
| 2007                                 | Juventus            | Linense                 |
| Copa Paulista                        |                     |                         |
| 2008                                 | Atlético Sorocaba   | XV de Piracicaba        |
| 2009                                 | Votoraty            | Paulista                |
| 2010                                 | Paulista            | Red Bull Brasil         |
| 2011                                 | Paulista            | Comercial               |
| 2012                                 | Noroeste            | Audax                   |
| 2013                                 | São Bernardo        | Audax                   |
| 2014                                 | Santo André         | Botafogo                |
| 2015                                 | Linense             | Ituano                  |
| 2016                                 | XV de Piracicaba    | Ferroviária             |
| 2017                                 | Ferroviária         | Inter de Limeira        |
| 2018                                 | Votuporanguense     | Ferroviária             |
| 2019                                 | São Caetano         | XV de Piracicaba        |
| 2020                                 | Portuguesa          | Marília                 |
| 2021                                 | São Bernardo        | Botafogo                |
| 2022                                 | XV de Piracicaba    | Marília                 |
| 2023                                 | Portuguesa Santista | São José                |
| 2024                                 | Monte Azul          | Votuporanguense         |

1. ↑  En 2002, el torneo se dividió en dos regiones. En la región Oeste del estado el torneo se denominó Copa Futebol Interior, mientras que en la región Este se jugó bajo el nombre de Copa Mauro Ramos.

## Títulos por club
| Club                       | Títulos | Subcampeón | Años campeón     | Años subcampeón  |
| -------------------------- | ------- | ---------- | ---------------- | ---------------- |
| Paulista                   | 3       | 1          | 1999, 2010, 2011 | 2009             |
| Ferroviária                | 2       | 2          | 2006, 2017       | 2016, 2018       |
| XV de Piracicaba           | 2       | 2          | 2016, 2022       | 2008, 2019       |
| Santo André                | 2       | 1          | 2003, 2014       | 2002             |
| São Bento                  | 2       | 0          | 1985, 2002       |                  |
| Noroeste de Bauru          | 2       | 0          | 2005, 2012       |                  |
| São Bernardo               | 2       | 0          | 2013, 2021       |                  |
| Ituano                     | 1       | 3          | 2002             | 1999, 2003, 2015 |
| Santos                     | 1       | 1          | 2004             | 1962             |
| Linense                    | 1       | 1          | 2015             | 2007             |
| Votuporanguense            | 1       | 1          | 2018             | 2024             |
| Corinthians                | 1       | 0          | 1962             |                  |
| Inter de Bebedouro         | 1       | 0          | 1979             |                  |
| Parque da Mooca            | 1       | 0          | 1980             |                  |
| Oeste                      | 1       | 0          | 1981             |                  |
| Bandeirante                | 1       | 0          | 2001             |                  |
| Juventus da Mooca          | 1       | 0          | 2007             |                  |
| Atlético Sorocaba          | 1       | 0          | 2008             |                  |
| Votoraty                   | 1       | 0          | 2009             |                  |
| São Caetano                | 1       | 0          | 2019             |                  |
| Portuguesa                 | 1       | 0          | 2020             |                  |
| Portuguesa Santista        | 1       | 0          | 2023             |                  |
| Monte Azul                 | 1       | 0          | 2024             |                  |
| Osasco Audax               | 0       | 2          |                  | 2012, 2013       |
| Botafogo de Ribeirão Preto | 0       | 2          |                  | 2014, 2021       |
| Marília                    | 0       | 2          |                  | 2020, 2022       |
| Sertãozinho                | 0       | 2          |                  | 1980, 1985       |
| União Barbarense           | 0       | 1          |                  | 2001             |
| Jaboticabal                | 0       | 1          |                  | 2002             |
| Guarani                    | 0       | 1          |                  | 2004             |
| Rio Claro                  | 0       | 1          |                  | 2005             |
| Bragantino                 | 0       | 1          |                  | 2006             |
| Red Bull Brasil            | 0       | 1          |                  | 2010             |
| Comercial                  | 0       | 1          |                  | 2011             |
| Inter de Limeira           | 0       | 1          |                  | 2017             |
| São José                   | 0       | 1          |                  | 2023             |
| Rio Branco                 | 0       | 1          |                  | 1979             |
| Batatais                   | 0       | 1          |                  | 1981             |